# 馬什卡勒村
馬什卡勒村（波斯語：‎），是伊朗吉兰省阿姆拉什县中央區北阿姆拉什鄉的村。2006年人口普查顯示該村有161个家庭，人口为555人。